# Franz Josef Ehrhart

Franz Josef Ehrhart

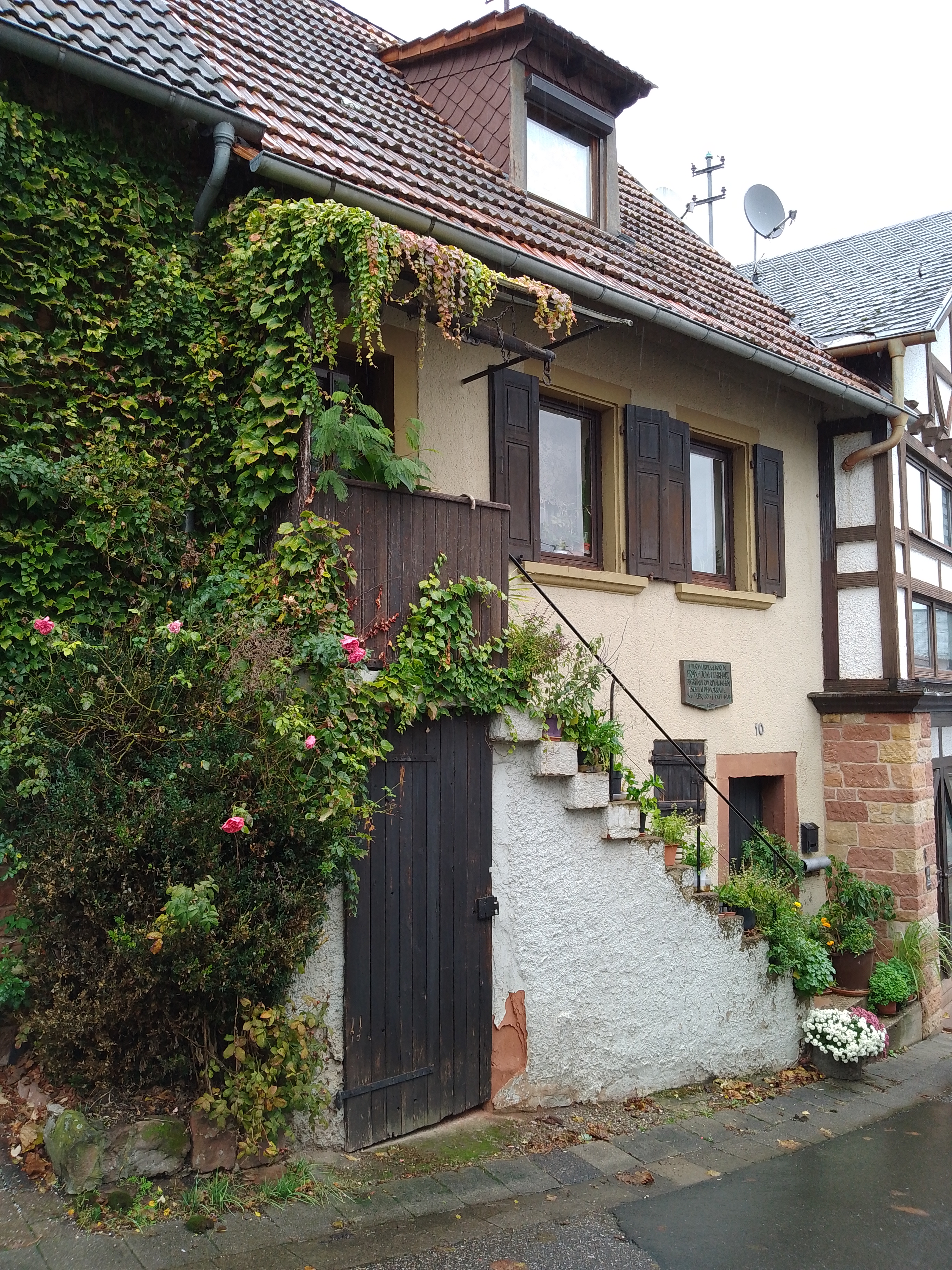
Geburtshaus (2023)

Franz Josef Ehrhart (* 6. Februar 1853 in Eschbach; † 20. Juli 1908 in Ludwigshafen am Rhein) war ein deutscher Politiker (SPD) und Reichstagsabgeordneter.

## Leben und Beruf
Ehrhart wuchs als uneheliches Kind einer Dienstmagd bei Pflegeeltern in Eschbach auf, ehe er 1863 nach Fürth abgeschoben wurde, wo seine Mutter eine Stelle gefunden hatte. Dort besuchte er die Volksschule bis 1866 und machte eine Tapeziererlehre. Seine Wanderjahre führten ihn ab 1869 durch Süd- und Mitteldeutschland. 1877 ging er ins Ausland und war politisch in London, Brüssel und Paris tätig, weswegen er wiederholt ausgewiesen wurde. In London war er Initiator der Zeitung Freiheit. Auf einer Werbereise für seine Zeitung wurde er 1880 in Mannheim für drei Monate inhaftiert und lebte dann die nächsten Jahre in der Stadt.
1884 siedelte Ehrhart auf die andere Rheinseite nach Ludwigshafen am Rhein über, gründete dort ein Möbel- und Tapeziergeschäft und heiratete.  1895 gründete er die Pfälzische Post, die sich zur führenden sozialdemokratischen Zeitung in der Pfalz entwickelte. Seine Beerdigung 1908, an der mehrere Tausend Menschen Anteil nahmen, war die bis dahin größte in der Stadt Ludwigshafen am Rhein.

## Politik
Im Jahr 1871 lernte er in Nürnberg Johann Most kennen, der ihn für die politische Tätigkeit gewann. Auf dem 3. deutschen Arbeitertag 1872 in Mainz war er bereits Delegierter. Er war als Redner in Baden und der Pfalz aktiv und wurde zwei Jahre später Vorsitzender des badisch-elsässisch-pfälzischen Komitees des Eisenachers Flügels. In seiner Zeit im Ausland war er in London Sekretär des kommunistischen Arbeiterbildungsvereins, in dem auch Karl Marx und Friedrich Engels Mitglied waren. 1873 ließ er sich in Kaiserslautern nieder und vertrat die dortige Parteigruppe auf dem 5. Kongress der Sozialdemokraten in Eisenach. 1874 wurde er in Mannheim wegen eines aggressiven Wahlaufrufs für August Bebel zu zwei Monaten Haft verurteilt.
1884 kandidierte er erstmals für den Reichstag. Ab 1891 führte der sogenannte „rote Pfalzgraf“ den neu gegründeten SPD-Bezirk Pfalz.Ehrhart war ab 1889 der erste Sozialdemokrat im Ludwigshafener Stadtrat und einer pfälzischen Gemeindevertretung. Zusätzlich wurde er 1893 Abgeordneter des Bayerischen Landtags und 1898 für den Reichstagswahlkreis Pfalz (Bayern) 1 des Reichstags.